# 使者 (小说)
《使者》（日语：ツナグ）為日本女性作家辻村深月創作的小說。收錄五則「使者」與委託人的故事；「使者」實踐委託人的願望，委託人與期望相見的人重逢，雖然只有一個晚上的時間，「使者」替委託人實踐願望，完成了自己的任務，委託人的心靈上也得到了慰藉。

## 劇情
使者是死者與生者見面的中間人，在生前僅有一次能與自己想要見面的亡者見面的機會，每個亡者也只能決定接受一人的要求與他見面，時間只有一晚，而且亡者只能等待而不能主動去約人。

### 第一篇
平凡的女孩愛美選擇與偶像沙織見面，而沙織也答應她的要求。只因女孩愛美以前受到一位小姐的幫助，輾轉推測，似乎就是受到沙織幫忙，讓她從絕望感到救贖，因此成為該偶像的粉絲。而偶像只因粉絲寄來的信透露出有點想死的訊息，因此在自己因突然去世而無法回信後，毅然決定這是他自己的義務，有必要見他一面。

### 第二篇
背負著家族重擔且個性彆扭的長男靖彥，對於弟弟久仁彥懷抱著羨慕又自責的心情，長久壓抑著情緒卻無力化解。在母親過世即將滿兩年的忌日之前，他想起了母親臨終前曾交代的事。

### 第三篇
嵐的摯友御園死後，身心也因此被掏空，她們還沒能從吵架中合好，御園卻再也不會踏進學校，她想起那天清晨和那起車禍便覺得驚懼顫抖，沒有人知道那是一場意外，還是起因於嵐心中萌生的惡意所致，她渴望見到御園坦承懊悔。

### 第四篇
少女輝梨在旅行之後人間蒸發而變調，情人功一在輝梨失蹤後一直在意新聞，但一直沒有妻子的消息，隨著時間推移以及一些資料，或許她根本是個騙子的傳言、想法也冒了出來。整整七年，就在未婚夫抱持著或許已經逝世的想法，姑且一試，得知消息後內心也在掙扎以及想逃避。

### 第五篇
涉谷步美從祖母口中得知了她所扮演的使者角色，以及希望他能接受擔任的請託，在接替之前他必須抉擇他想與誰會面。

## 得獎
- 第32回吉川英治文学新人獎[1]。

## 外语版

### 繁體中文版
- 譯者：高詹燦
- 出版日期：2012年11月6日
- 出版社：皇冠文化

### 简体中文版
- 译者：颜尚吟
- 出版日期：2013年7月
- 出版社：雅众文化（代理发行）、人民文学出版社（出版）

## 改編電影
電影由《仁醫》導演平川雄一朗執導，2012年10月6日於日本上映，台灣上映時間為2013年3月8日。

### 電影劇情概要
澀谷歩美繼承了祖母的能力，以「使者」的身分替想與逝世母親再見一面的中年男性、期望與因意外身亡的好友相見的女子高中生、尋找失蹤女友的男性實現願望，以一個晚上的時間與已不在人世的對象相見。

### 登場角色及演員
- 澀谷步美：松坂桃李
- 澀谷愛子：樹木希林
- 土谷功一：佐藤隆太
- 日向輝梨：桐谷美玲
- 嵐美砂：橋本愛
- 御園奈津：大野絲
- 富田靖彦：遠藤憲一
- 澀谷亮介：別所哲也（日语：別所哲也）
- 澀谷香澄：本上真奈美（日语：本上まなみ）
- 御園奈奈美：浅田美代子（日语：浅田美代子）
- 富田鶴：八千草薫
- 秋山定之：仲代達矢

### 製作群
- 原作：辻村深月《使者》（新潮文庫）
- 導演、劇本：平川雄一朗
- 音樂：佐藤直紀
- 製作指揮：城朋子
- 製作：藤本鈴子、長坂信人、市川南、伊藤和明、阿佐美弘恭、藤門浩之、松田陽三、北川直樹
- 執行製作：奥田誠治
- 共同執行製作：神康幸
- 製作人：伊藤卓哉、小林誠一郎
- 攝影：中山光一
- 照明：松本憲人
- 錄音：小宮元
- 美術：花谷秀文
- 裝飾：寺尾淳
- 編審：伊藤潤一
- 特效製作：小坂一順
- 副導演：鹽崎遵
- 助理導演：土岐洋介
- 記錄：稻田麻由子
- 責任製作：藤原惠美子
- 助理製作：田口生己
- 線上製作：鈴木嘉弘
- 製作公司：Office Crescendo Co,.Ltd.
- 製作協助：Dragonfly
- 企劃協助：新潮社
- 發行：東寶
- 製作：「使者」製作委員會（日本電視放送網、Office Crescendo Co,.Ltd.、東宝、VAP、DNDP、讀賣電視放送、讀賣新聞社、日本索尼音樂、札幌電視放送、宮城電視放送、静岡第一電視台、中京電視、廣島電視放送、福岡電視放送）
- 企劃製作：日本電視放送網

### 主題曲
- JUJU「謝謝（日语：ありがとう （JUJUの曲））」

## 外部連結
- 皇冠文化相關介紹 （页面存档备份，存于）
- 電影《使者》台灣中文預告片 （页面存档备份，存于）